# Iii (Miike Snow)
iii è il terzo album in studio del gruppo musicale indie pop svedese Miike Snow, pubblicato negli Stati Uniti nel 4 marzo

## Tracce
1. My Trigger – 3:12
2. The Heart of Me – 3:59
3. Gengis Khan – 3:32
4. Heart Is Full – 3:33
5. For U (feat. Charli XCX) – 3:42
6. I Feel the Weight – 3:43
7. Back of the Car – 3:36
8. Lonely Life – 3:15
9. Over and Over – 4:08
10. Longshot (7 Nights) – 4:08